# Болотнов, Василий Демьянович
Васи́лий Демья́нович Бо́лотнов (Даміа́новичъ) (4 [16] февраля 1865, Московская губерния — 29 августа 1939, Ленинград) — русский художник.

## Биография
Происходил из крестьян Московской губернии Дмитровского уезда Морозовской волости Троицких слобод. Закончил Московское училище живописи, ваяния и зодчества, награждён двумя малыми серебряными медалями.
В 1890—1893 гг. учился в Академии художеств в Санкт-Петербурге. В 1891 г. получил две серебряные медали; в 1892 г. — две золотые медали за программу «Всемирный потоп». 1 ноября 1893 г. получил диплом со званием классного художника 1-й степени за программу «Грешница, обливающая слезами ноги Спасителя», и серебряный академический знак.
В октябре 1894 г. зачислен преподавателем черчения в воскресно-вечерний класс для рабочих Русского технического общества, в 1895—1912 гг. — преподаватель черчения и рисования в Санкт-Петербургской гимназии Императорского человеколюбивого общества, позже — преподаватель рисования и чистописания в Санкт-Петербургской гимназии Наследника-Цесаревича и Великого Князя Алексея Николаевича; одновременно с 1903 года преподавал в 6-й гимназии.
С 1897 г. — штатный художник-мозаист в Академии Художеств.
С 1922 г. — сотрудник мозаичной мастерской, вновь открытой при отделении монументальной живописи Высшего художественно-технического института (Академия художеств) в Ленинграде. В 1928—1929 гг. — профессор мозаичного отделения Высшего художественно-технического института (Академии художеств). С 1929 г. — сотрудник гос. треста «Русские самоцветы» (АО Силикатных искусств) в должности заведующего художественной частью по мозаике в Мавзолее В. И. Ленина в Москве. 
Скончался в 1939 г. в своём доме в Новой Деревне (Ленинград).

## Основные работы
В 1900 г. написал иконы для резного двухъярусного дубового иконостаса с позолотою в Церкви Всех Святых в лагере лейб-гвардии Конно-Гренадерского полка рядом с Красным селом (Санкт-Петербург). Для этой же церкви В. Д. Болотновым написаны иконы свв. Апостолов Петра и Павла и Всех Святых, последняя из которых была помещена на наружной восточной стороне храма. 
В 1911—1912 гг. работал в храме-памятнике во имя святого благоверного князя Александра Невского вместе с русскими и болгарскими художниками (В. М. Васнецов, П. Е. Мясоедов, А. М. Корин, А. А. Киселёв, Н. А. Бруни, Антон Митов, Васил Димов и др.). Автор настенной фрески «Свадьба в Кане Галилейской», участвовал в росписи плафона.